# Sándor Árpád (operaénekes)
Sándor Árpád (Székelyudvarhely, 1978. május 16. –) romániai magyar operaénekes (basszus).

## Élete
Bár már gyermekként szépen énekelt, későn választott pályát. Középfokú zenei tanulmányait szülővárosában, a Palló Imre Művészeti Szakközépiskolában végezte. Két évig Brassóban testnevelés szakon tanult, majd bekerült a Kolozsvári Állami Magyar Opera kórusába. A város Gheorghe Dima Zeneakadémiáján Iulian Jurja növendékeként szerezte meg magánénekesi diplomáját. 2003 óta szólistája a társulatnak. Árvai szerepében debütált Erkel Ferenc Bátori Mária c. operájában. Románia és Magyarország több társulatával fellépett. Pályája elejétől rendszeres vendége a Miskolci Nemzeti Színháznak, a budapesti Operának, 2018 óta a kassai Nemzeti Színháznak.
A klasszikus operairodalom mellett számos kortárs mű bemutatójában vett részt. Repertoárján számos baritonszerep is megtalálható. Oratóriumszólistaként is működik.

## Szerepei
- Ludwig van Beethoven: Fidelio – Pizarro
- Georges Bizet: Carmen – Escamillo
- Csemiczki Miklós: A brémai muzsikusok – Szamár
- Erkel Ferenc: Bátori Mária – Árvai
- Erkel Ferenc: Bánk bán – Petúr bán; Tiborc
- Erkel Ferenc: Brankovics György – címszerep
- Erkel Ferenc: Sarolta – Ordító
- Gyöngyösi Levente: Gólyakalifa – Inas
- Kodály Zoltán: Székely fonó – A kérő
- Pietro Mascagni: Parasztbecsület – Alfio
- Wolfgang Amadeus Mozart: Az álruhás kertészlány – Nardo
- Wolfgang Amadeus Mozart: A varázsfuvola – Papageno
- Jacques Offenbach: Hoffmann meséi – Lindorf; Coppelius; Dapertutto; Miracle
- Orbán György: Pikkó herceg – A kán
- Giacomo Puccini: Bohémélet – Marcell; Schaunard
- Giacomo Puccini: Pillangókisasszony – Sharpless
- Giacomo Puccini: Gianni Schicchi – címszerep
- Gioachino Rossini: Ory grófja –
- Camille Saint-Saëns: Sámson és Delila – Dágon főpapja
- Selmeczi György: Szirén – Kapitány
- Johann Strauss d. J.: A cigánybáró – Zsupán
- Cornel Țăranu: Don Giovanni titka – Cecco
- Vajda János: Leonce és Léna – Péter király
- Giuseppe Verdi: Nabucco – Zakariás
- Giuseppe Verdi: Attila – címszerep
- Giuseppe Verdi: Rigoletto – Sparafucile; Monterone gróf
- Giuseppe Verdi: Álarcosbál – Sam
- Richard Wagner: A szerelmi tilalom – Danieli

## Díjai, elismerései
- 2005 – Kriza Ágnes-díj
- 2007 – a Kolozsvári Magyar Színház művészeti tanácsának díja